# Ambodiangezoka
Ambodiangezoka est une commune du nord de Madagascar, appartenant au district d'Andapa, appartenant à la région de Sava, dans la province de Diego-Suarez.

## Géographie
Cette région est appelée communément Andramonta,
Andramonta est une rivière traversant la majeure partie ouest de la commune située entre le Fokontany d'Ampohafana et celui d'Ambodidivaina.

## Économie
Commune agricole, avec 95 % de la population qui travaille dans ce secteur. Les cultures sont principalement le riz, la vanille, le café. Les paysans se sont particulièrement intéressés à l'élevage de poissons d'eaux douce tels que la carpe et le tilapia nilotica qui sont vulgarisés par un projet "Vulgarisation de la Rizipisciculture" (de 1992 à 1998).
Ambodiangezoka est une grande commune, selon les observateurs elle pourrait être statuée District car toutes les conditions requises sont déjà réunies.
Les pratiques agricoles extensives comme le "Tavy" dont les résultats ne sont plus à démontrer, restent le principal problème sur les tanety. Il en résulte que la sensibilisation sur le méfait de cette pratique doit être à intensifier dans la commune tout entière. Conséquences immédiates : les eaux des rivières d'Ambalakopatrika , d'Analanambe et d'Andramonta ne sont plus potables, d'une part à cause de l'érosion des sols due au ruissellement en période de crue, et d'autre part à cause de tarissement des quelques sources en période d'étiage.
Il s'avère donc nécessaire une grande campagne de sensibilisation pour amener les gens à pratiquer l'autosuggestion de sortir leurs modes de cultures habituelles.

## Démographie
La population est estimée à environ 26 673 habitants en 2001. La plupart des habitants sont des immigrants venant d'Androna (Région de Sofia), par conséquent le dialecte pratiqué localement est désormais celui de ces premiers venus notamment le "Tsimihety".